# Brackley
Brackley è una città mercantile nel West Northamptonshire, in Inghilterra, al confine con Oxfordshire e Buckinghamshire, a 31 km da Oxford e 35 km da Northampton. Storicamente una città mercantile basata sul commercio di lana e merletti, è stata costruita sulle rotte commerciali che si intersecano tra Londra, Birmingham, le Midlands, Cambridge e Oxford. Brackley è vicino a Silverstone e ospita il Mercedes AMG Petronas F1 Team.